# Campanula tenuissima
Campanula tenuissima är en klockväxtart som beskrevs av Stephen Troyte Dunn. Campanula tenuissima ingår i släktet blåklockor, och familjen klockväxter. Inga underarter finns listade i Catalogue of Life.